# Schlosskirche Eichtersheim

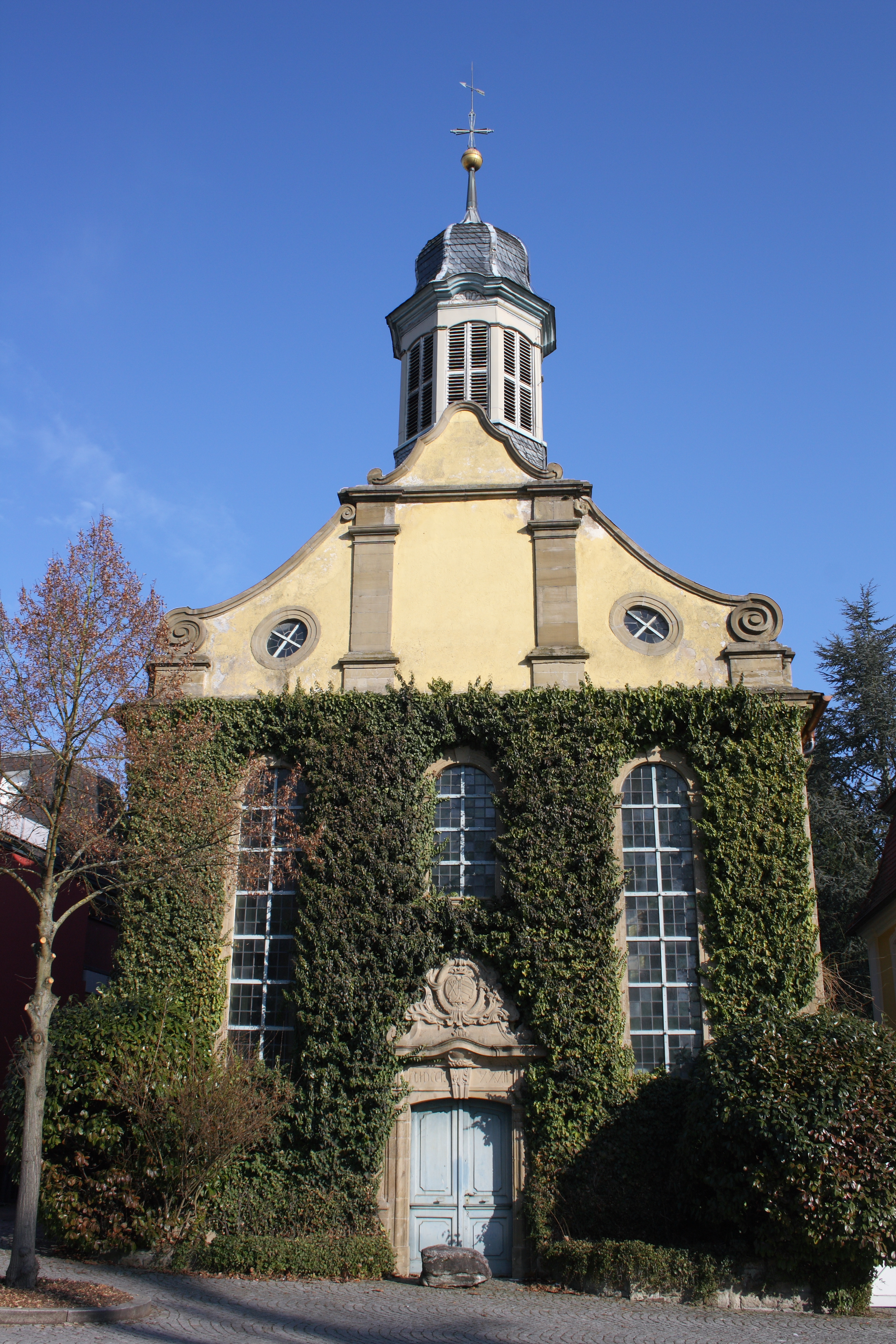
Schlosskirche in Eichtersheim

Die Schlosskirche in Eichtersheim, einem Ortsteil der Gemeinde Angelbachtal im Rhein-Neckar-Kreis im nördlichen Baden-Württemberg, wurde 1782 errichtet.

## Geschichte und Beschreibung

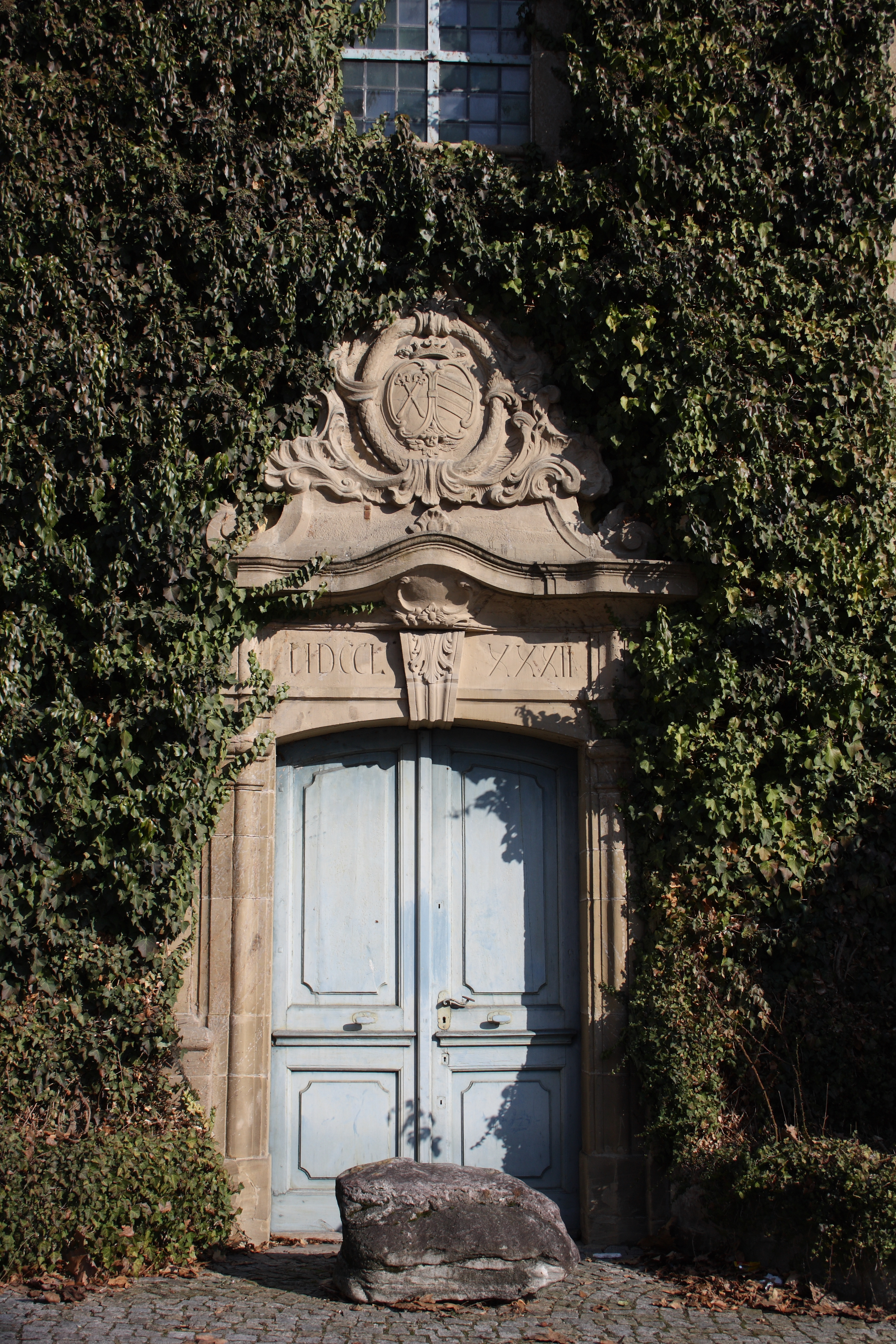
Portal der Schlosskirche

Die Schlosskirche steht gegenüber dem Schloss, sie wurde von Carl Philipp von Venningen (1728–1797) und Maria Anna von Hutten zu Stolzenberg († 1781) erbaut. In ihr befindet sich die Familiengruft der Herren von Venningen.
Die ehemalige katholische Kirche, ursprünglich dem Hl. Kreuz und St. Gallus geweiht, wurde im Stil des Barock erbaut. Der Putzbau ist mit Lisenen gegliedert, die aus gelbem Schilfsandstein gefertigt wurden. Über dem prächtigen Portal, mit 1782 bezeichnet, ist eine Kartusche mit dem Allianzwappen der Erbauer angebracht. Auf dem Satteldach sitzt ein Dachreiter mit einer welschen Haube.

## Heutige Nutzung
Der Künstler Jürgen Goertz erwarb die profanierte Schlosskirche in den 1970er Jahren und baute sie 1978 zu seinem Atelier um.